# Omdourman
Omdourman (ou Omdurman, en arabe: أم درمان,) située sur le Nil, en face de la capitale, Khartoum, est la plus grande ville du Soudan. Elle comptait 2,4 millions d'habitants en 2009. Elle forme avec Khartoum et Bahri le centre culturel et industriel du pays. La ville constitue un important carrefour routier, le Nil stimulant encore davantage les transports.

## Histoire

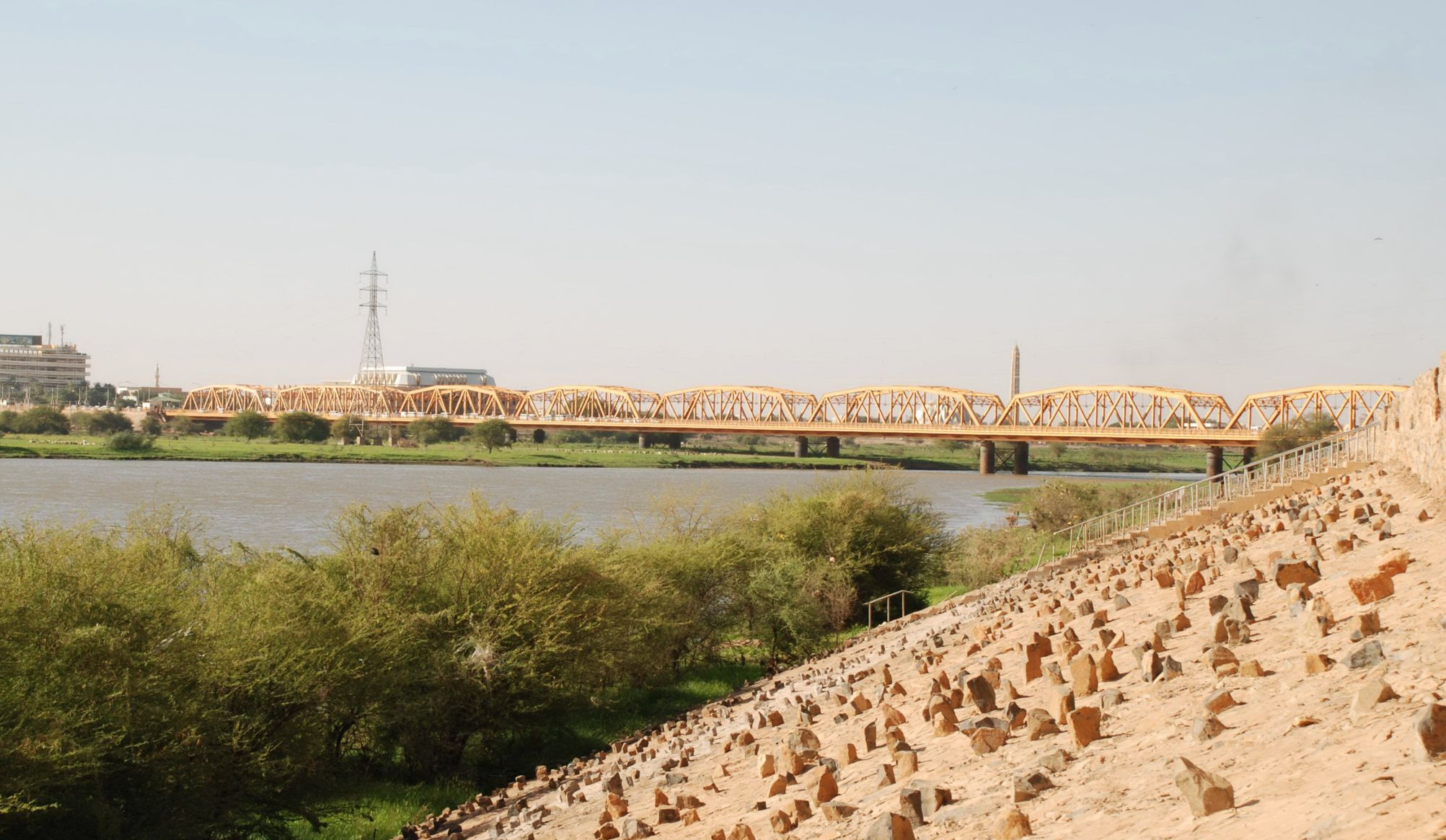
Pont sur le Nil Blanc qui relie la ville à Khartoum.

En 1884, Muhammad Ahmad ibn Abd Allah Al-Mahdi, le « Mahdi », fait construire son quartier militaire dans le village d'Omdourman. 
La ville abrite son tombeau.
En 1898, les Britanniques menés par le général Kitchener défont les troupes mahdistes à la bataille d'Omdurman, assurant la conquête du Soudan anglo-égyptien. Winston Churchill, qui a participé à la bataille, en tirera un livre à succès, La guerre du fleuve.
Le 10 mai 2008, le groupe rebelle du Mouvement pour la justice et l'égalité (MJE) du Darfour a investi la ville et engagé de violents combats avec les forces gouvernementales soudanaises. Son objectif était de renverser le gouvernement d'Omar Hassan el-Béchir,,.
Pendant la guerre civile soudanaise, la bataille d'Omdurman a éclaté.

## Climat
Omdurman bénéficie d'un climat chaud et aride, avec des précipitations notables uniquement pendant les mois d'été. La ville reçoit en moyenne un peu plus de 155 millimètres de précipitations par an. D'après les températures moyennes annuelles, la ville est l'une des grandes villes les plus chaudes du monde. Les températures dépassent régulièrement les 40 °C au milieu de l'été.
Sa température maximale annuelle moyenne est de 37,1 °C, avec une température maximale mensuelle moyenne d'au moins 38 °C pendant six mois de l'année. De plus, tout au long de l'année, aucune de ses températures maximales mensuelles moyennes ne descend en dessous de 30 °C. En janvier et février, si les températures diurnes sont généralement très chaudes, les nuits sont relativement fraîches, avec des températures minimales moyennes légèrement supérieures à 15 °C.

## Éducation

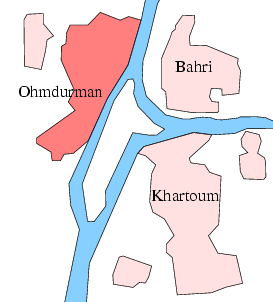
Plan d'Omdourman avec Khartoum & Bahri.

Omdourman compte de nombreux établissements d'enseignement, dont l'université islamique d'Omdourman.

## Sport
Omdourman compte trois équipes de football : Al Hilal Omdurman, Al Merreikh Omdurman et Al Mourada Omdurman.
Le stade Al Meirreikh d'Omdurman abrita le 18 novembre 2009 le match Algérie-Égypte pour l'ultime journée de qualification à la coupe du monde de football 2010 et qui s'est soldé par la victoire de l'Algérie 1-0. La population de la ville a chaleureusement accueilli les deux sélections.

## Aéroport
Selon les responsables soudanais, un nouvel aéroport avait été proposé en 2005 à 50 km au sud d'Omdurman. Se situant vraisemblablement dans les limites non définies d'Omdurman, le projet devait être achevé en 2012, avec un budget estimé à 530 millions de dollars. Les travaux ont débuté en 2019, mais étaient suspendus en 2021.
La situation d'Omdurman au centre du pays, presque au cœur de la capitale nationale, facilite sa liaison avec toutes les capitales et villes des différents États du Soudan, par voie terrestre via des routes goudronnées et des routes saisonnières. En ville, les transports varient: taxis jaunes, bus urbains et autres autobus de différentes tailles, appelés « bus ». Des motos à trois roues, appelées « tuk-tuks » et « raqshas » à Khartoum, sont également utilisées, ainsi que les trains et les ferries sur le Nil.
Omdurman est l'une des trois capitales et est donc reliée à Khartoum et Khartoum Bahri par plusieurs ponts construits sur les fleuves Nil Bleu et Nil Blanc.

## Militaire
La base aérienne de Wadi Sayyidna est la principale des forces armées soudanaises.

## Personnalités
- Josef Ohrwalder (1856-1913), missionnaire autrichien mort à Omdourman.
- Hawa Jah Al Rasoul ou Hawa al-Tagtaga (1926-2012), chanteuse et militante soudanaise,
- Khalida Zahir (1927 – 2015), médecin et militante féministe soudanaise.
- Fatima Abdel Mahmoud (1945-2018), femme politique soudanaise.
- Loubna al-Hussein (1973), militante féministe soudanaise.
- Nancy Agag (1979-), chanteuse soudanaise.